# Guo Quanbo
Guo Quanbo (郭全博S; Tianmen, 31 agosto 1997) è un calciatore cinese, portiere del Beijing Guoan.

## Carriera

### Club
Nel 2020 ha giocato una partita in AFC Champions League, competizione in cui ha poi disputato ulteriori 6 presenze nel 2021.

### Nazionale
Ha debuttato con la Nazionale Under-21 il 17 novembre 2018, in Cina-Islanda (1-1).
Ha debuttato con la Nazionale Under-23 il 3 giugno 2019, in Cina-Irlanda (1-4). Ha collezionato in totale, con la maglia dell'Under-23, due presenze e sei reti subite.
Ha ricevuto la prima convocazione in Nazionale maggiore nel dicembre 2018. È andato in panchina come terzo portiere nelle amichevoli Iraq-Cina (2-1) del 24 dicembre 2018 e Giordania-Cina (1-1) del 28 dicembre 2018.

## Palmarès

### Club

#### Competizioni nazionali
- Coppa della Cina: 1

Beijing Guoan: 2018